# توبياس هولمن يوهانسن
توبياس هولمن يوهانسن (بالنرويجية البوكمول: Tobias Holmen Johansen)‏ هو لاعب كرة قدم نرويجي في مركز حراسة المرمى، ولد في 29 أغسطس 1990 في تونسبرغ في النرويج. شارك مع منتخب النرويج تحت 16 سنة لكرة القدم ومنتخب النرويج تحت 17 سنة لكرة القدم ومنتخب النرويج تحت 19 سنة لكرة القدم. أما مع النوادي، فقد لعب مع مانشستر سيتي.